# Lincoln (hrabstwo Buffalo)
Lincoln – miasto w Stanach Zjednoczonych, w stanie Wisconsin, w hrabstwie Buffalo.